# Juan Carlos González Salvador
Juan Carlos González Salvador, né le 28 janvier 1964 à Bilbao, est un coureur cycliste espagnol des années 1980-1990.

## Biographie
Son frère aîné Eduardo a également été cycliste professionnel.

## Palmarès

### Palmarès amateur
- 1985
  - 3e de la Clásica de Alcobendas
- 1986
  - Trofeu Joan Escolà

### Palmarès professionnel
- 1987
  -  Champion d'Espagne sur route
  - 1re étape de l'Étoile de Bessèges
  - 3e du Grand Prix de Zamora
- 1988
  - 4ea étape du Tour d'Aragon
  - 6eb étape du Tour des Asturies
  - 3e du Tour de La Rioja
- 1990
  - 1reb étape du Tour du Venezuela
  - 2e de Saragosse-Sabiñánigo
  - 3e de la Hucha de Oro
- 1991
  -  Champion d'Espagne sur route
  - Hucha de Oro
  - 2e du Trophée Castille-et-León
- 1992
  - Trofeo Soller
  - 1reb étape du Trophée Castille-et-León
  - 2e de la Clásica de Alcobendas
- 1993
  - 10e étape du Tour d'Espagne
  - 2e du Trophée Luis Puig

## Résultats sur les grands tours

### Tour d'Espagne
5 participations
- 1991 : abandon (17e étape)
- 1992 : 108e
- 1993 : abandon (17e étape), vainqueur de la 10e étape
- 1994 : 98e
- 1995 : abandon (17e étape)

### Tour d'Italie
1 participation
- 1993 : abandon (14e étape)